# Millowitsch-Theater
Het Millowitsch-Theater tegenwoordig Volksbühne am Rudolfplatz is een Duits theater in Keulen.

## Geschiedenis
In 1792 werd de naam Millowitsch met de poppenspeler Michael Millowitsch voor de eerste maal in Keulen bekend. In 1793 werd de zoon Franz Andreas geboren († 1875), die het stokpoppentheater van zijn vader overnam. Met zijn mobiele theater amuseerde hij de passanten bij een pas geopende brug in 1822.
In 1830 werd de zoon Josef Caspar geboren, die een vaste locatie in Keulen in gebruik nam, waarvoor Franz Andreas Millowitsch in augustus 1843 een vergunning aanvroeg. Er werd nog altijd gespeeld met stokpoppen. In november 1845 werd een vergunning voor een toneelgezelschap aangevraagd, maar het arrondissement keurde de aanvraag af wegens het reeds bestaande Hänneschen-Theater. In november 1847 speelde hij met een bedrijfsvergunning in Köln-Deutz, opende daar in 1849 een klein theater en droeg dit over aan zijn zoon Josef Caspar, die echter in 1867 overleed. Pas met de volgende generatie met Wilhelm Josef Millowitsch (1854 tot 1909) werd omgeschakeld naar echte acteurs. Aldus trad de familie op 1 mei 1895 voor de eerste keer als Kölner plattdeutsche Volksbühne op.
Wilhelm Josef speelde weliswaar nog steeds de traditionele poppentheaterstukken met figuren als het Hänneschen en Tünnes und Schäl, maar beetje bij beetje werd het zwaartepunt verlegd naar revuestukken zoals Reise um die Erde in 80 Tage. Na zijn overlijden in 1909 belastte zijn vrouw Emma zich met de theaterleiding tot 1920, waarna zoon Peter Wilhelm (1880 tot 1945) de leiding overnam. Wegens de depressie werd het theater gedwongen, op steeds verschillende plaatsen te spelen, totdat Peter zich in 1936 vestigde op het huidige locatie in de buurt van de Rudolfplatz in Keulen. In oktober 1936 werd met het stuk Mädchen für alles de première in het nieuwe onderkomen gevierd.
In 1940 werd de leiding van het theater overgenomen door Peters zoon Willy (1909 tot 1999). Ondanks de bombardementen van de Tweede Wereldoorlog, bleef de schade aan het theater beperkt, zodat de podiumactiviteiten op verzoek van Konrad Adenauer, de toenmalige hoofdburgemeester van Keulen, in oktober 1945 met de drieakter Das Glücksmädel konden worden hervat. In hetzelfde jaar overleed Peter Wilhelm Millowitsch. Na de oorlog leidde Willy Millowitsch samen met zijn zus Lucy het theater, waarin hij tot 1969 grote successen op het podium vierde.
In oktober 1953 werd met het stuk Der Etappenhase van de dichter Karl Bunje de eerste live-uitzending van een toneelstuk uitgezonden op televisie door de NWDR, als vervanging voor een vervallen sportuitzending, waardoor het Millowitsch-Theater landelijke bekendheid kreeg. Het specialiseerde zich voortaan overwegend op de komische klucht als theatervorm. In dit genre volgden meer dan 100 verdere stukken, waaronder Schneider Wibbel, Tante Jutta aus Kalkutta (kijkdichtheid 88%) en Et fussig Julche, waarin dochter Marielle Millowitsch haar eerste optreden had.
Verdere publiekslievelingen waren de actrice Elsa Scholten (sinds 1920), Franz Schneider (sinds 1946), Lotti Krekel (sinds 1958), Frank Barufski (sinds 1959) en Walter Hoor. Tot de niet aan het theater verbonden medewerkers behoorden Bubi Scholz en Günter Lamprecht (Der Meisterboxer), Peter René Körner (Tante Jutta aus Kalkutta) en Eddi Arent (Der müde Theodor). Trude Herr speelde vanaf 1948 kleine rollen bij het theater. In 1998 werd het theater overgenomen door Peter Millowitsch, de zoon van Willy Millowitsch, die in 1999 overleed. Met 430 zitplaatsen behoort het theater tot de grootste Keulse privépodia. Er worden continu kluchten gespeeld, die overwegend worden geschreven door Peter Millowitsch. Er treden dialectgroepen op, waaronder de Bläck Fööss, die Paveier, die Räuber en andere Keulse gezelschappen, zoals Wise Guys en Basta.

## Tegenwoordig
Sinds begin 2015, verbonden met een omvangrijke sanering van het theater, bestaat de locatie onder de naam Volksbühne am Rudolfplatz. In gebruik door de Verein Freie Volksbühne Köln bevat de zaal tegenwoordig 402 plaatsen, waarvan 302 in het parket en 46 op het balkon. Het theater wordt nu telkens een half jaar lang gebruikt door Peter Millowitsch met het Millowitsch-Theater. In de andere jaarhelft vinden vervolgens activiteiten van de theater-, concert- en gastspeldirectie Otto Hofner GmbH plaats. De overige vijf maanden gebruikt de Volksbühne am Rudolfplatz de locatie zelf met cabaret-, comedy- en muziekopvoeringen. Het theater is doorgaans de zetel van de Millowitsch Theater GmbH.

## Theaterstukken (selectie grote successen; Premièredatum)
- So leben wir alle Tage (11 oktober 1933)
- Mädchen für alles (16 oktober 1936)
- Das Glücksmädel (19 oktober 1945)
- Der Etappenhase (27 oktober 1953)
- Drei kölsche Jungen (17 januari 1954, 1965 en 1980)
- Das Glücksmädel (15 mei 1954)
- Die spanische Fliege (16 augustus 1958)
- Der keusche Lebemann (3 mei 1959)
- Schneider Wibbel (13 juni 1959)
- Der Meisterboxer (20 februari 1960 en 1968)
- Der blaue Heinrich (9 juli 1960 en 1983)
- Im Nachtjackenviertel (11 maart 1961 en 1975)
- Tante Jutta aus Kalkutta (24 maart 1962)
- Die drei Scheinheiligen (4 september 1964)
- Paris ist eine Reise wert (20 oktober 1966)
- Der ungläubige Thomas (3 mei 1967)
- Paradies der flotten Sünder (19 april 1968)
- Et fussig Julche (1978)
- Der müde Theodor (19. mei 1979)
- Das Liebesverbot (22 september 1984)
- Adel verpflichtet zu nichts (1985)
- Die Prinzessin vom Nil (1987)
- Der wahre Jakob (1988)
- Bei uns im Viertel (1989)
- Der Raub der Sabinerinnen (1991)
- Der keusche Lebemann (1992)
- Wo laufen sie denn? (1996)
- Liebesgrüße aus Nippes (1997)
- Der König vom Friesenplatz (1998)
- Mitgemacht, Bargeld lacht (1999)
- Ufos üvverm Aldermaat (2000)
- Klüngel bei Klettenbergs (2001)
- Et kütt wie et kütt (2002)
- Saionara Tante Klara (2003)
- Taxi nach Ehrenfeld (2004)
- Einmol Prinz zo sin (2005)
- D'r Papst kütt (2006)
- Echt Kölnisch Wasser (2007)
- Man kennt sich, man hilft sich (2008)
- Wenn im Puff dat Licht ausjeht (2009)
- Bauer braucht Sau (2010)
- Für eine Handvoll Flönz (2011)
- Tanzmariechen XXL (2012)
- Dat nennt man Camping (2013)
- Annemie ich kann nit mih (2014)
- Käsch in de Täsch (2015)